# Cecilia Carreri
Cecilia Carreri (Vicenza, ...) è una velista, scrittrice e alpinista italiana.

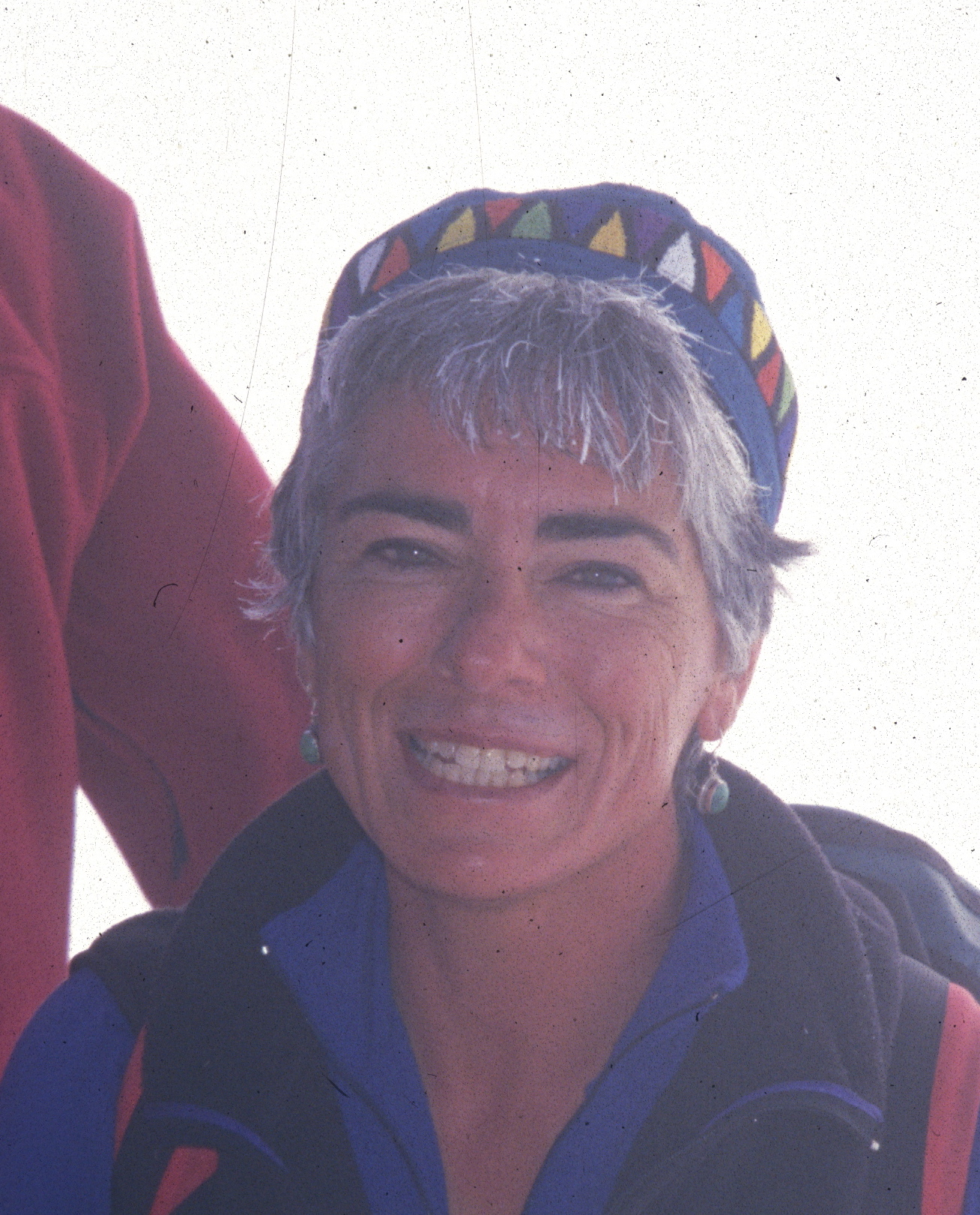
Cecilia Carreri in vetta al Piz Bernina (4.049 m) nelle Alpi Retiche, Italia

È stata l’unica donna italiana ad avere concluso le regate oceaniche Transat Jacques Vabre e Rolex Fastnet race a bordo di un Open 60, classe IMOCA.

## Biografia

### Velista
Ha iniziato ad andare in barca a vela all’età di 14 anni su Flying Junior e, dopo aver frequentato due volte il Centro Velico Caprera, ha acquistato la sua prima barca, una deriva 470, chiamata Superbuba, deriva di classe olimpica con la quale ha fatto diversi anni di pratica in Sardegna e in Adriatico. La sua maturazione nel mondo velico continua con l’acquisto di una barca da regata, il Mumm 36, chiamato Mummut, con il quale Cecilia Carreri ha fatto il giro dell’Isola d’Elba (in solitaria), della Corsica (con due persone a bordo) e il giro dell’Italia (con una persona a bordo), passando per la Grecia.
A Dunkerque, dà vita al progetto Mare Verticale, con un Open 60, disegnato dallo studio Finot-Conq. In precedenza, la barca si chiamava Somewhere e Active Wear con lo skipper Marc Thiercelin, e Arcelor-Dunkerque con lo skipper Joé Seteen.
Cecilia Carreri battezza questa barca Mare Verticale e partecipa alla regata Rolex Fastnet Race tra l’Inghilterra e l’Irlanda (in equipaggio) e alla traversata dell’oceano Atlantico con la Transat Jacques Vabre (in due) da Le Havre (Francia) a Salvador de Bahia (Brasile) in 17 giorni. Da Salvador, dopo pochi giorni ha risalito di nuovo tutto l’Atlantico, riportando la barca a Dunkerque in 22 giorni. 
Per queste imprese ha ricevuto molti premi e onorificenze.
È stata candidata al Vendée Globe 2016.

### Alpinista
Cecilia Carreri ha praticato per molti anni anche l’alpinismo su roccia e lo sci-alpinismo.
Ha scalato da capocordata tutte le principali vie classiche di 5º e 6º grado nelle Dolomiti e ha salito in solitaria diverse cime di oltre 4.000 metri nelle Alpi. In particolare, nel gruppo del Monte Rosa, ha salito il Breithorn occidentale (4165 m), il Polluce (4091 m), il Castore (4228 m); varie cime in Adamello; poi il Cevedale (3769 m), l’Ortles (3905 m); il Piz Bernina (4050 m), il Koenigspitze o Gran Zebrù (3857 m), e il Piz Palù (3882 m).
In questo percorso, ha salito il Monte Bianco con gli sci di alpinismo dal versante francese, concatenando in 8 ore tre cime di oltre 4.000 m, partendo dal rifugio Cosmique: il Mont Blanc du Tacul (4284 m), il Mont Maudit (4468 m) e il Monte Bianco (4809 m), con discesa fino a Chamonix.
Ha inoltre partecipato a diverse spedizioni extraeuropee.
In Himalaya, ha compiuto la traversata da sola da Kathmandu fino al campo base della parete sud del Lhotse (8516 m), con salita dell’Island Peak (6189 m). L’anno successivo, ha partecipato a una spedizione in Tibet al Cho Oyu, montagna di 8.189 metri. In Africa, ha salito il monte Kenya, 5.199 metri, attraverso l’Ice Windows. 
In Marocco, ha salito con lo sci alpinismo la cima Jbel Toubkal di 4.167 metri.
Negli USA, ha arrampicato a Yosemite, a Tuolumne Meadows, a Joshua Tree in California e poi a Red Rocks in Colorado.
In Spagna, ha arrampicato nella regione rocciosa di El Chorro, mentre in Perù ha scalato l’Alpamayo, montagna di ghiaccio e neve di 5.946 metri nella Cordillera Blanca, definita la “montagna più bella al mondo”.
Rivolgendosi di nuovo all’Africa, in Ciad, con una spedizione ha attraversato in fuoristrada il deserto e il massiccio montuoso del Tibesti.
Nell’intento di esplorare le zone artiche, si è recata in Groenlandia, vicino al Circolo Polare Artico al 66º parallelo, e ha compiuto la traversata del ghiacciaio Rasmussen, con trasferimenti via mare da Tasiilaq.
Cecilia Carreri dipinge quadri a olio, con i quali ha realizzato diverse esposizioni a Vicenza, a Brescia e per due volte a Parigi, alla Città universitaria e al Quartiere Latino.
Sulla sua esperienza da alpinista ha pubblicato il libro Montagne di vita. Il racconto delle sue esperienze in mare è contenuto nei due libri Prendere il largo con il Mumm 36 e nel libro Alla Transat Jacques Vabre, passando per il Rolex Fastnet Race, pubblicate con la sua casa editrice.
Dopo l'alpinismo e la navigazione d'altura, Cecilia si è impegnata nell'automobilismo GT su pista, partecipando al campionato Porsche Sports Cup Suisse con il Team tedesco Proton Competition, a bordo di una Porsche 991 Gt3 Carrera Cup.
Si è laureata in giurisprudenza all’università di Padova, con una tesi con il prof. Alberto Trabucchi.
Dopo aver svolto la professione di procuratore legale, è entrata in magistratura, svolgendo le funzioni di giudice penale prima nel Tribunale di Treviso poi in quello di Vicenza, dove ha svolto le funzioni di giudice per le indagini preliminari per quindici anni a partire dal 1994.
Cecilia Carreri ha pubblicato un libro sulla sua storia di magistrato, e sul crac della Banca Popolare di Vicenza, dal titolo Non c'è spazio per quel giudice, il crac della Banca Popolare di Vicenza. Ha scritto anche un libro sul cattivo funzionamento della giustizia: Non chiamatemi giudice.
Cecilia Carreri, dal 2010 dirige la casa editrice Edizioni Mare Verticale che pubblica libri di biografia o autobiografia di personaggi internazionali dello sport, di spedizioni alpinistiche, di regate veliche, di rally raid, di Formula 1, di sci alpino, oltre a una collana di libri storici.

### Pubblicazioni
- 1980 Voce "Successione Legittima" nel Novissimo Digesto Italiano
- 1991 I reati di bancarotta fallimentare -  Giuffré
- 2006 Mare Verticale - Ugo Mursia Editore
- 2008 L'oceano di Mare Verticale - Ugo Mursia Editore
- 2008 La montagna di Mare Verticale - Ugo Mursia Editore
- 2009 Fermate la giustizia - Ugo Mursia Editore
- 2011 Dimenticare l’Himalaya - Edizioni Mare Verticale
- 2012 Le Dolomiti nel deserto - Edizioni Mare Verticale
- 2016 Monte Kenya e dintorni - Edizioni Mare Verticale
- 2016 Le nevi del Marocco - Edizioni Mare Verticale
- 2016 Alpamayo Perù - Edizioni Mare Verticale
- 2017 Montagne di Vita - Edizioni Mare Verticale
- 2017 Prendere il largo con il Mumm 36 - Edizioni Mare Verticale
- 2017 Alla Transat Jacques Vabre, passando per il Rolex Fastnet Race - Edizioni Mare Verticale
- 2017 Non c’è spazio per quel giudice
- 2017 Non chiamatemi giudice